# Vladimir Asjkenazi
Vladimir Davidovitsj Asjkenazi (Russisch: Владимир Давидович Ашкенази), internationaal bekend als Vladimir Ashkenazy (Gorki, nu Nizjni Novgorod, 6 juli 1937) is een Russische pianist en dirigent, die in 1963 naar het Verenigd Koninkrijk migreerde, in 1968 naar IJsland verhuisde en sinds 1978 in Zwitserland woont. Naast de Russische heeft hij de IJslandse nationaliteit.

## Leven en werk
Asjkenazi's achtergrond is gemengd Joods en Russisch-orthodox. Zijn vader was de componist David Vladimirovitsj Asjkenazi (1915-1997), zijn moeder de actrice Jevstolia Plotnova-Grigorjevna. Op zijn zesde begon hij met pianospelen en vanaf zijn achtste had hij op de Centrale Muziekschool in Moskou les van de Armeense pedagoge Anaida Sumbatian. Daarna studeerde hij aan het Conservatorium van Moskou bij onder anderen Lev Oborin. Hij nam deel aan prestigieuze concoursen: hij behaalde in 1955 de tweede plaats op het Internationaal Frederick Chopin Piano Concours in Warschau en een jaar later de eerste plaats op de Koningin Elisabethwedstrijd in Brussel. In 1962 won hij, ex aequo met John Ogdon, de eerste prijs op het Internationaal Tsjaikovski-concours in Moskou.

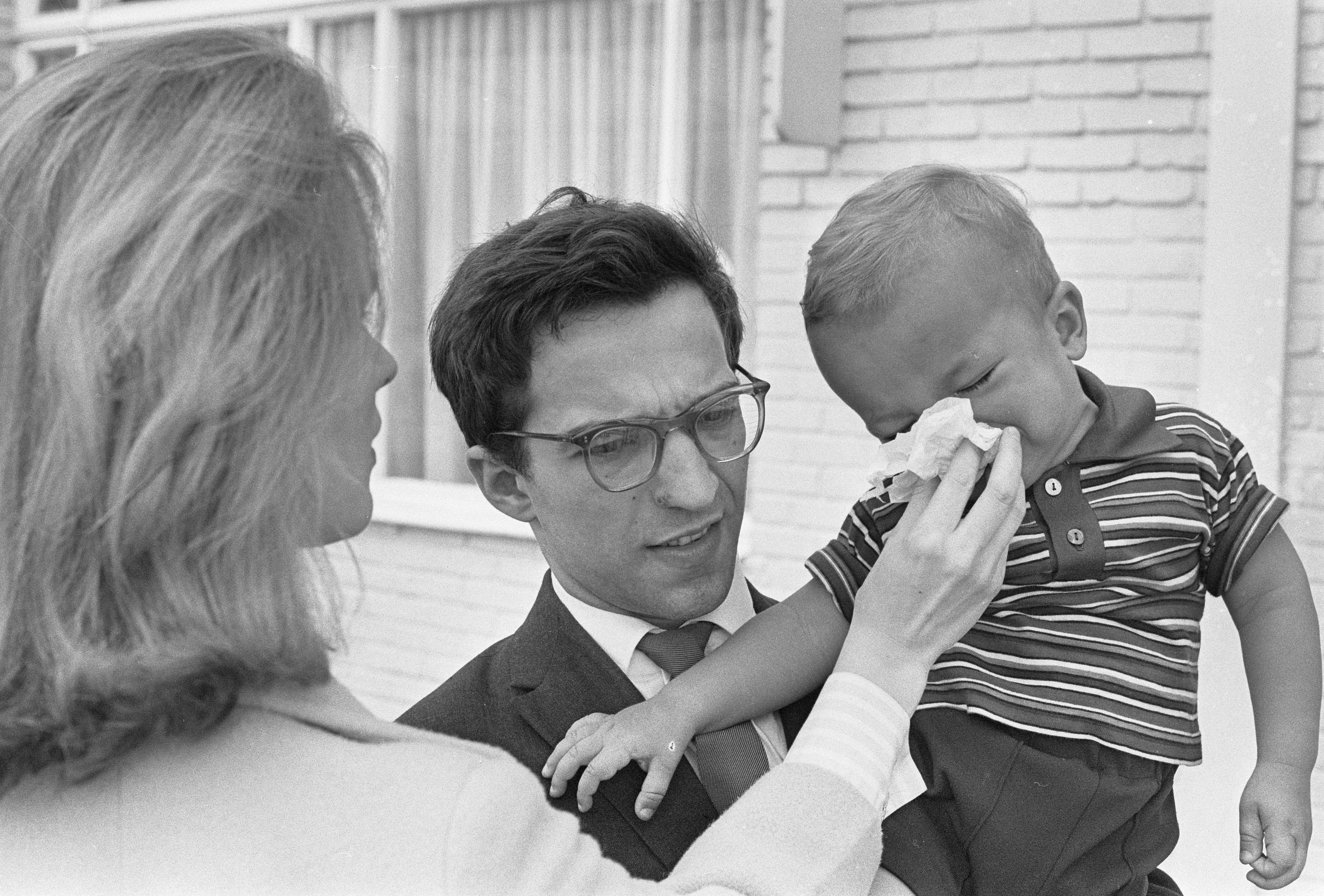
Asjkenazi met zijn vrouw Þórunn (Dódý) en hun zoontje Vladimir (Vovka) in 1963

Intussen had hij in Moskou de IJslandse conservatoriumstudente Þórunn Jóhannsdóttir leren kennen, met wie hij in 1961 trouwde. Zij werd als Dódý Ashkenazy ook een bekende pianiste. Na moeizame bureaucratische procedures mocht het echtpaar in 1963 de Sovjet-Unie verlaten en vestigde zich in de Londense wijk Hendon. In 1968 verhuisde het gezin naar IJsland, waar Asjkenazi zich in 1972 liet naturaliseren, en in 1978 naar het Zwitserse Meggen.
Hij bouwde een internationale carrière op en kreeg een reputatie als vooraanstaand concertpianist. Tot zijn vele plaatopnamen behoren Das wohltemperierte Klavier van Bach, alle pianoconcerten van Mozart, Beethoven, Rachmaninov, Prokofjev en Bartók, alle pianosonates van Beethoven en Skrjabin, de complete solopianowerken van Chopin, Schumann en Rachmaninov en de 24 Preludes en fuga's van Sjostakovitsj. In kamermuziek werkt hij vaak samen met de violist Itzhak Perlman en de cellist Lynn Harrell. Zij kregen Grammy Awards voor hun opnamen van de pianotrio's van Beethoven en dat van Tsjaikovski. Met Perlman nam hij ook Beethovens complete reeks vioolsonates op.

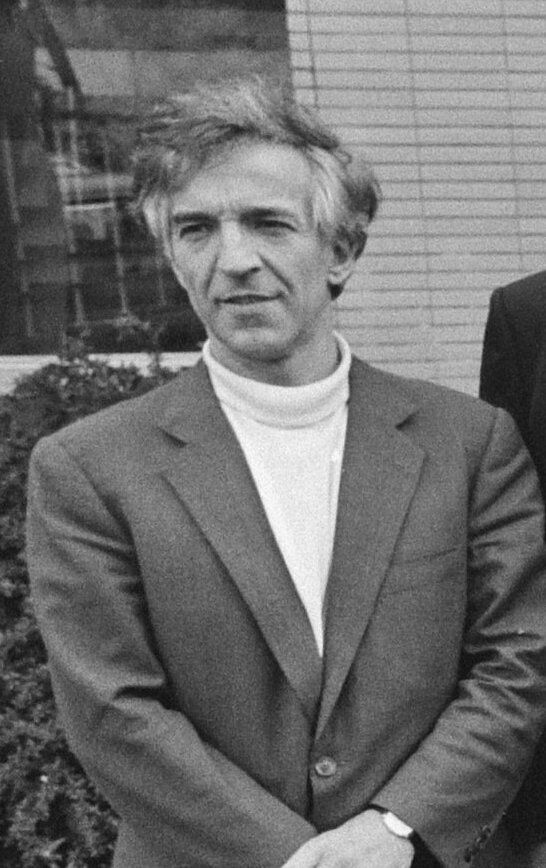
Asjkenazi (Amsterdam, 1984)

In de jaren tachtig besloot hij te gaan dirigeren. Van 1998 tot 2003 was Asjkenazi chef-dirigent van het Tsjechisch Filharmonisch Orkest in Praag en van 2004 tot 2007 van het NHK-symfonieorkest in Tokio. Van 2009 tot 2013 was hij muzikaal leider van het Sydney Symphony Orchestra. Hij leidde van 2000 tot 2015 ook het European Union Youth Orchestra. Hij maakte als dirigent opnamen van werken van onder anderen Skrjabin, Rachmaninov, Sibelius, Prokofjev en Strauss. Tot de bijzondere projecten behoorde in 1999 zijn opname op drie Decca-cd's van Skrjabins Voorbereidende handeling tot het "Mysterium", voltooid door Alexander Nemtin.
Asjkenazi heeft voor zijn opnamen zes Grammy Awards verworven. In 2011 leidde hij het IJslands Symfonieorkest, waarvan hij sinds 2002 eredirigent is, in Beethovens Negende symfonie bij de feestelijke opening van het muziekgebouw Harpa in Reykjavik. Tijdens de bouw was hij als adviseur opgetreden. Hij is voorzitter van de Rachmaninov Society, erepresident van het Reykjavik Arts Festival dat hij in 1970 heeft helpen oprichten, en sinds 2013 hoofd van de Internationale Piano-academie van Imola. Hij werd in 1971 Ridder en in 1988 Commandeur in de IJslandse Orde van de Valk. In 1997 kreeg hij de Orde van Verdienste van de deelstaat Berlijn.
Bij concerten en recitals heeft Asjkenazi altijd geweigerd het vroeger algemeen gebruikelijke rokkostuum te dragen. Hij stond in zijn vroege jaren bekend om zijn coltruien en om zijn gewoonte rennend het podium te bestormen en te verlaten.
Van zijn vijf kinderen is de oudste zoon Vovka Ashkenazy (1961) ook professioneel pianist, terwijl de tweede zoon Dmitry Ashkenazy (1969) klarinettist is.
In januari 2020 trok Ashkenazy, op dat moment 82 jaar oud, zich terug uit het openbare concertleven.

## Autobiografie
- Vladimir Ashkenazy, Jasper Parrott: Beyond Frontiers. Atheneum, New York, 1985, ISBN 0-689-11505-9